# Diagnostyka weterynaryjna
Diagnostyka kliniczna - nauka której celem jest poznanie metod klinicznych i 
laboratoryjnych, stosowanych w badaniu i rozpoznaniu chorób wewnętrznych np. 
schorzenia wątroby, nerek, płuc (choroby narządowe), niewydolność krążenia 
(choroby układowe) itd.
Badanie krwi:
- morfologia (budowa krwi- liczba erytrocytów, leukocytów, hematokryt, ilość

hemoglobiny, obraz czerwonych i białych krwinek i OB) 
- badanie biochemiczne (oznaczanie pewnych substancji jak pierwiastki czy enzymy w

surowicy).
Badanie kału:
szukamy w nim:
- pasożytów
- krwi
- śluzu.
- Badamy też aktywność enzymów trzustkowych :
  - trypsyna
  - lipaza
  - amylaza

Badania obrazowe:
- USG
- Radiologiczne
- Endoskopowe
- Tomografia komputerowa
- Jądrowy rezonans magnetyczny

Badanie mikroskopowe:
- badanie włosa (trychogram)
- badanie zeskrobiny skóry